# This Ain't a Scene, It's an Arms Race
«This Ain't a Scene, It's an Arms Race» —en español: «Esto no es una escena, es una carrera armamentística»— es una canción interpretada por la banda estadounidense de pop punk Fall Out Boy. Este es el primer sencillo de Infinity on High, tercer álbum de estudio de la banda, publicado en 2007. Fue emitida por primera vez el 16 de noviembre de 2006 en la estación de radio 93.1 de Filadelfia, siendo filtrada en Internet tiempo después. La canción fue interpretada oficialmente el 21 de noviembre en los premios American Music Awards. Esa noche la canción fue enviada a las radios, con la fecha de impacto para el 5 de diciembre de 2006 en Estados Unidos. La música fue compuesta por el guitarrista y vocalista Patrick Stump y la letra fue escrita por el bajista Pete Wentz. La producción estuvo a cargo de Neal Avron, quien había trabajado con la banda en From Under The Cork Tree.

## Detalles
La canción trata sobre la frustración del bajista Pete Wentz con la creciente escena emo. En una entrevista a Rolling Stone declaró: "Puede haber otras canciones en el disco que puedan ser éxitos mayores, pero esta tenía el mensaje correcto". Wentz obtuvo la idea de la metáfora del comerciante de armas de la película Lord of War.

## Reconocimientos
| Año  | Publicación | País           | Reconocimiento         | Posición | Ref.  |
| ---- | ----------- | -------------- | ---------------------- | -------- | ----- |
| 2006 | About.com   | Estados Unidos | Top 100 Pop Songs 2006 | 38       | [ 2 ] |

## Vídeo musical
El vídeo fue dirigido Alan Ferguson. Comienza con el fin del video "Dance, Dance", los miembros dejan el rodaje del video y los fanes, que son figuras de cartón. El bajista de la banda, Pete Wentz, es mostrado entrando a un Lamborghini Murciélago en medio de los paparazzi y los fanes. El vídeo sigue con escena en un estudio de grabación underground de hip-hop. Cuando comienzan a grabar la canción, el cantante y guitarrista Patrick Stump intenta mover los brazos tratando de imitar la forma de cantar 'R&B'. Los otros en el estudio comienzan a reírse, abuchear, y burlarse de Patrick. Al comenzar el coro Patrick se pone la guitarra, Joe Trohman y  Pete Wentz comienzan a "girar", entonces la gente en el estudio comienza a disfrutar de la música.
Joe accidentalmente golpea y rompe una cerveza que pertenece a uno de los hip-hop magnates. Una revista muestra en su tapa a los Fall Out Boy después de una paliza, sacados del "hood" (barrio). La siguiente escena comienza con Pete siendo fotografiado por un fotógrafo "famoso" con un celular en un escenario empapelado, mientras empieza a sacarse el cinturón (en referencia al incidente de las fotos tomadas desnudo desde un teléfono celular). Sigue con la escena en que tres chicas miran la foto en Internet reaccionando una con asco y las otras con risas, se supone que debido al tamaño. Luego llegan a un hotel donde Pete usa un bigote falso, probablemente para que no lo reconocieran después del escándalo de sus fotos en Internet y Andrew se mete una media en su ropa interior. Luego aparece Andrew con unas chicas en una piscina y la portada de la revista resaltando de una manera indirecta lo abultado de su calzoncillo. Las escenas que siguen son en fiestas: en la "honey mansion" y en un cuarto de hotel. Adentro de la habitación hay una típica fiesta de hotel roquera con los integrantes de la banda, chicas en poca ropa y algunos otros invitados. Mientras saltan de cama en cama, un hombre gordo salta a la cama donde está Pete haciendo que éste, con el impulso, caiga por la ventana. La siguiente escena es Patrick liderando un coro de la iglesia con el funeral de Pete al mediodía. Según Pete, el cierre de la canción y el coro fue inspirado por la canción "Señorita" de Justin Timberlake. Aparecen Andrew Hurley, el baterista de la banda, y personajes de otros videos de la banda como: 
El sacerdote, Charlie, de "A Little Less Sixteen Candles, a Little More 'Touch Me'". Michelle Trachtenberg hace una presentación especial con Seth Green en lo que parece ser una pareja lamentándose por la muerte de Pete. Dirty del video "A Little Less Sixteen Candles, a Little More 'Touch Me'"(El que tomaba fotos y grabó el video, luego lo mordieron). La vecina sexy del video "Grand Theft Autumn/Where Is Your Boy". El vampiro interpretado por William Beckett de "A Little Less Sixteen Candles, a Little More 'Touch Me'". El frenético bailarín del video "Dance, Dance" interpretado por Travis McCoy del grupo de hip hop Gym Class Heroes. Justin, el hombre con cuernos de "Sugar, We're Goin' Down" ,que aparece por fracciones de segundo besándose con la chica del video "Dance, Dance".(En "Sugar, We're Goin' Down" es otra la chica que le gusta). El astronauta de los MTV Video Music Awards que obtuvieron en 2005. Joe Trohman se sube al ataúd para tocar el solo, en lo que es un tributo a Synyster Gates según la página web de la banda. Pete se levanta de la cama despertándose de una pesadilla. Andrew pregunta: "Dreams again?" En un subtítulo se revela la historia "Des Moines, Iowa, 2003" (en referencia a  los shows hechos después de la grabación de Take This to Your Grave). El video termina con la banda tocando con los fanes cantando la letra y Pete arrojándose al público.

## Certificaciones
| País           | Organismo certificador | Certificación | Ventas certificadas | Ref.  |
| -------------- | ---------------------- | ------------- | ------------------- | ----- |
| Australia      | ARIA                   | Platino       | 70 000              |       |
| Estados Unidos | RIAA                   | 3× Platino    | 3 000 000           | [ 3 ] |
| Nueva Zelanda  | RMNZ                   | Oro           | 7 500               |       |
| Reino Unido    | BPI                    | Platino       | 600 000             |       |